# 美栞了
美栞 了（みかん りょう、1973年11月29日 - ）は、日本の女優。別名義、古柴 香織（こしば かおり）。
兵庫県出身。紫者達（）所属。 日出女子学園高等学校卒業。

## 来歴・人物
雑誌「UP TO BOY」（ワニブックス）の第19代ミスアップグランプリ受賞。
1990年パナソニックラジカセのイメージガールとしてCMでデビューした。デビュー当初はアイドルとして歌手・グラビア活動等もしたがブレイクせず、その後は女優に専念。水戸黄門を初めとした時代劇への出演も多い。
その後、事務所をシモンズに移籍するとともに、美栞了に改名。
特技は、日舞、ジャズダンス。

## 出演

### テレビドラマ
- ナースステーション 最終話（1991年、TBS）
- Panasonicスペシャル もっと、ときめきを－ふたりまでの距離－（1992年、日本テレビ）
- 社長になった若大将（1992年、TBS）
- 親愛なる者へ（1992年、フジテレビ）
- 東芝日曜劇場 ドキュメンタリードラマ「父の鎮魂歌―海軍主計大尉小泉信吉」（1992年、TBS）
- 白鳥麗子でございます!（1993年、フジテレビ）
- ドラマ新銀河（NHK）
  - 大阪で生まれた女やさかい（1993年） - 三枝好子
- サスペンス・魔「ある男の三日間」（1993年、関西テレビ）
- 眠狂四郎　江戸城に渦巻く陰謀！（1993年、テレビ朝日）
- さすらい刑事旅情編VI 第19話「白いコートの女の殺意・就職難が招く殺意」（1993年、テレビ朝日）
- 女検事の事件ファイル（1993年、テレビ朝日）
- 銀行 男たちのサバイバル（1994年、NHK）
- 土曜ワイド劇場（テレビ朝日）
  - 「事件 2」（1994年）
  - 「京都の芸者弁護士5 清香危うし！芸者の入廷を禁ず　扇連続殺人仰天アカペラ法廷！」（2001年）
  - 「京都のテミス女裁判官 2」（2004年） - 河崎依理子
  - 「京都殺人案内 31 〜夢の祇園 夢の祇園 花暦の殺意！」（2008年）
- 水戸黄門（TBS）
  - 第23部 第1話 - 第11話（1994年） - 香織
  - 第25部 第7話「真実探す娘の狂言 -四日市-」（1997年） - お照
  - 第27部 第11話「嘘を承知でお銀の花嫁 -八戸-」（1999年） - お由紀
  - 第28部 第11話「恋を叶えた岡崎燈籠 -岡崎-」（2000年） - おくみ
  - 第29部 第15話「非道巡察使に喝ッ! -高山-」（2001年） - おいと
  - 第31部 第9話「忍びの決戦！母娘の再会 -伊賀上野-」（2002年） - およう
- 月曜ドラマスペシャル（TBS）
  - 「浅見光彦シリーズ2 天城峠殺人事件」（1994年） - 桜井夕紀
  - 「一色京太郎事件ノート 1 祇園花見小路殺人事件」（1995年） - 村越由加利
  - 「一色京太郎事件ノート2　京都栂ノ尾殺人事件」（1996年）
  - 「一色京太郎事件ノート3　京都鞍馬貴船川殺人事件」（1996年）
  - 「一色京太郎事件ノート4　京都西陣に消えた女」（1997年）
  - 「一色京太郎事件ノート5　京都花街連続殺人事件」（1997年）
  - 「一色京太郎事件ノート6　京都火祭り鬼面殺人事件」（1997年）
  - 「一色京太郎事件ノート7　京都花づくし殺人事件」（1998年）
- 喧嘩屋右近 第3シリーズ 第2話「墓場の死体も引き受け候」（1994年、テレビ東京）
- 銭形平次（フジテレビ）
  - 第4シリーズ 第7話「鏡の向う側」 （1994年） - おみよ
  - 第5シリーズ 第9話「祭りの夜」（1995年） - おはる
- 金曜エンタテイメント（フジテレビ）
  - 「山村美紗スペシャル 京都百人一首殺人事件」（1995年）
  - 「山村美紗ミステリー 京都竜の寺殺人事件」（1995年）
  - 「京都祇園入り婿刑事事件簿1」（1997年） - 捜査一課刑事
  - 「京都祇園入り婿刑事事件簿3」（1998年）
  - 「京都祇園入り婿刑事事件簿5」（1999年）
  - 「京都祇園入り婿刑事事件簿6」（2000年）
  - 「京都祇園入り婿刑事事件簿7」（2000年）
  - 「京都祇園入り婿刑事事件簿8」（2001年）
  - 「京都祇園入り婿刑事事件簿9」（2002年）
  - 「京都祇園入り婿刑事事件簿10」（2003年）
  - 「京都祇園入り婿刑事事件簿11」（2004年）
  - 「京都祇園入り婿刑事事件簿12」（2005年）
- 家族 あなたは父を愛せますか（1995年、TBS）
- 暴れん坊将軍（テレビ朝日・東映）
  - 暴れん坊将軍VI
    - 第44話「大江戸あばれ主従」（1995年） - 伊坂律

  - 暴れん坊将軍VIII
    - 第10話「陰謀に巻きこまれた黄門様!?」（1997年） - 間部美雪

  - 暴れん坊将軍IX
    - 第3話「私の子を返して! さらわれた妊婦たち」（1998年） - お加代
    - 第36話「悪徳商法をつぶせ! 二人の父を持つ若女房」（1999年） - おさよ

  - 暴れん坊将軍XI
    - 第13話「ムコ殿は上様?」（2001年） - お妙
- エリアコードドラマ 011「BUS STOP」（1995年、北海道テレビ）
- 将軍の隠密!影十八 第12話「妻殺し 呪われた逃亡者」（1996年、テレビ朝日）
- オ・ト・ナにして〜Miss you〜（1996年、テレビ朝日）
- 大岡越前 第14部 第17話「命を懸けた贋金探索」（1996年、TBS） - お妙
- 南町奉行事件帖 怒れ!求馬 第1シリーズ 第10話「お見合い誘拐事件」 （1998年、TBS）
- 金さんVS女ねずみ 第19話「観音様は見た!慈善富のからくり」（1998年、テレビ朝日）
- 石光真清の生涯 （1998年、NHK）
- 火曜サスペンス劇場（日本テレビ）
  - 「小京都ミステリー25　越中落人伝説殺人事件」（1999年）
  - 「昨日を探す女　ふるさとに行きて死なむと思ふ」（2005年）
- 南町奉行事件帖 怒れ!求馬II 第7話「友を斬る!」（1999年、TBS）
- 新・いのちの現場から（2004年、MBS）
- 新春ワイド時代劇（テレビ東京）
  - 「天下騒乱〜徳川三代の陰謀」（2006年） - お弥伊
  - 「寧々〜おんな太閤記」（2009年）
- ナショナル劇場50周年記念特別企画 「大岡越前」2時間スペシャル（2006年、TBS） - 千夏
- よろずや平四郎活人剣（2007年、テレビ東京）
  - 第1話
  - 第3話「道楽息子」
- 裸の大将～放浪の虫が動き出したので～ （2007年、フジテレビ）
- 刺客請負人・第2シリーズ（2008年、テレビ東京）

### 舞台
- 水戸黄門（1995年）
- 遠山の金さん（2000年）
- 雪の母三度笠（2001年）

### 映画
- 東雲楼 女の乱（1994年、東映）
- 藏（1995年、東映）
- 尼僧獄門帖（1995年、キングレコード）

### CM
- 松下電器「パナソニックDT-77（ラジカセ コブラパワー）」（1990年）
- 松下電器「パナソニック コンポHALF」（1990年・1991年）
- TBC「ブライダルエステ」（1993年）
- ニベア花王「ニベアリップケア」（1993年）

### ラジオ
- 美栞了のいろはにホッとたいむ（2007年、秋田放送）

## 出版物

### CD
1. あなただけしか見えないものを探して（1992年）
（c/w）コスモス白書
2. 大好きと言ったら笑うかな（1993年）
（c/w）なんだか恋はいつも

### 写真集
- 美栞了写真集「みかんりょう」（2007年、音楽専科社） ISBN 9784872792133

### DVD
- 「吐息」（2008年、GPミュージアム）